# Chróścin
Chróścin – wieś w Polsce położona w województwie łódzkim, w powiecie wieruszowskim, w gminie Bolesławiec.

## Podział administracyjny i położenie
W latach 1975–1998 miejscowość należała administracyjnie do województwa kaliskiego.
Wieś położona jest na prawym brzegu górnego odcinka rzeki Prosny. To tu do 1939 roku znajdowała się południowa granica Państwa Polskiego, którą stanowiła rzeka Prosna.
Przez Chróścin przebiegają następujące drogi:
powiatowa nr 4714E, relacji: Wieruszów – Chróścin,
powiatowa nr 4723E, relacji: Chróścin-Młyn – Gola,
gminna relacji: Chróścin – Wójcin,
gminna relacji: droga powiat. 4723E  – Chróścin-Zamek,
gminna relacji: droga powiat. 4714E (Kościół) – Cmentarz,
W Chróścinie funkcjonują nazwy własne tzw. „dzielnic” (często także występujące na różnych mapach), a są to:
1. Chróścin Zamek (SIMC 0194412), na mapach spotyka się także oznaczenie Posada,  od czasów zaborów stoi tu zamek, tzw. Pałac. Budowla w stylu neogotyckim powstała w II poł. XIX w. za sprawą rosyjskiego arystokraty Łopuchina. W XX w. istniały tutaj różne instytucje min. internat dla dzieci, a obecnie mieści się tu Dom Pomocy Społecznej „Chróścin-Zamek”. W jej pobliżu znajduje się niewielka cerkiew prawosławna. Całość położona pośród lasów, w pobliżu Prosny w dość dużym oddaleniu od zabudowań całej wsi.
2. Chróścin Młyn, (SIMC 0194406) osada położona nad samym korytem Prosny obok mostu w kierunku wsi Siemianice. Dziś pozostałości dawnych zabudowań młyńskich nie są zamieszkałe.
3. Klasak (SIMC 0194398), część wsi położona w zachodniej części Chróścina, także nad Prosną.
4. Inne używane przez mieszkańców nazwy to: Chróścin Kolonia, Chróścin Wieś, Chróścin Koniec, Zakopane, Posada.

## Historia
Miejscowość historycznie należy do ziemi wieluńskiej i związana była z Wielkopolską. Ma metrykę średniowieczną i istnieje co najmniej od XIII wieku. Wymieniona w dokumencie zapisanym w 1245 jako "Chroscino", "Chroszczyn", kiedy otrzymuje ją Konwent cysterek w Ołoboku. W okolicach wsi znajduje się średniowieczna budowla typu obronnego, grodzisko stożkowate .
W tym pierwszym dokumencie wystawionym w 1245 arcybiskup poznański zaświadczył, że Wierzbięta brat oraz Racława wdowa po kasztelanie Klemencie zrzekli się wszystkich praw m.in. do tej części Chóścina w latach 1238-41, którą klasztor łubnicki otrzymał prawdopodobnie przy fundacji w latach 1238-41. Jeżeli zakonnice przeniosą się z Ołoboku do Łubnic, to klasztor łubnicki miał przejąć część Chróścina m.in. należącą do klasztoru ołobockiego. W 1338 opatka ołobocka odkupiła prawa do części Chróścina od Mik. Czecha i jego brata Marcza za 3 1/2 grzywny. W 1356 klasztor w Ołoboku nadał 10 lat wolnizny m.in. osadnikom w Chróścinie .
Miejscowość została odnotowana w historycznych dokumentach podatkowych. W 1520 wieś leżała w parafii Bolesławiec. Znajdowała się w niej całkowicie zrujnowana kaplica, 2. sołtysi dawali plebanowi bolesławieckiemu 3. ćwierci żyta i tyleż owsa w ramach mesznego. W 1552 miejscowość była własnością klasztoru w Ołoboku w parafii Dzietrzkowice. Mieszkało w niej wówczas 7. kmieci oraz 2 wolnych gospodarujących na 1. łanie. W 1553 we wsi było 3/4 łanów kmiecych, 1 łan wolny .
Po rozbiorach Polski miejscowość znalazła się w zaborze rosyjskim. Jako wieś leżącą nad rzeką Prosną w powiecie wieluńskim, gminie Bolesławiec, parafii Mieleszyn wymienia ją XIX wieczny Słownik geograficzny Królestwa Polskiego. Notuje on obecnie używaną nazwę miejscowości - „Chróścin”. Wieś posiadała drewniany kościół filialny. Według spisu z 1827 znajdowało się w niej 46. domów oraz 384. mieszkańców. W 1880 liczyła już 82. domy oraz 560. mieszkańców.
W okresie międzywojennym w miejscowości stacjonowały: placówka Straży Granicznej I linii „Chróścin”, a wcześniej placówka Straży Celnej „Chróścin”.

## Zakłady
Największymi zakładami funkcjonującymi w Chróścinie i dającymi zatrudnienie wielu okolicznym mieszkańcom są trzy Domy Pomocy Społecznej (DPS i SDPS):
1. Dom Pomocy Społecznej w Chróścinie Wsi – Chróścin 50[7]
2. Dom Pomocy Społecznej w Chróścinie Zamku – Chróścin 47[8](od 1.1.2016 połączony z nr 1)[9])
3. Środowiskowy Dom Samopomocy w Chróścinie – Chróścin 50d[10] (położony obok nr 1)

## Zabytki
Znajduje się tam zabytkowy XVIII-wieczny kościół, XIX-wieczna cerkiew oraz zamek pobudowany w czasach zaboru rosyjskiego. Wieś duchowna Chrościno, własność klasztoru cysterek w Ołoboku, położona była w drugiej połowie XVI wieku w powiecie wieluńskim ziemi wieluńskiej województwa sieradzkiego.
Według rejestru zabytków Narodowego Instytutu Dziedzictwa na listę zabytków wpisane są obiekty:
- kościół rzymskokatolicki św. Mikołaja, drewniany, 1734, 1919, nr rej.: 297-XIV-6 z 18.08.1949 oraz 321 z 30.12.1967
- cerkiew prawosławna św. Jerzego – świątynia filialna parafii w Częstochowie, murowana, koniec XIX w., nr rej.: 510 z 5.06.1989
- pałac, tzw. „Zamek”, 4 ćw. XIX w., nr rej.: 477 z 23.04.1985, obecnie dom pomocy społecznej dla kobiet i mężczyzn przewlekle psychicznie chorych[13].

W okolicach wsi znajduje się grodzisko stożkowate .